# Legge di Hooke
In meccanica dei materiali, la legge di Hooke è la più semplice relazione costitutiva di comportamento dei materiali elastici. Essa è formulata dicendo che un corpo elastico subisce una deformazione direttamente proporzionale allo sforzo a esso applicato. La costante di proporzionalità dipende dalla natura del materiale stesso.
I materiali per i quali la legge di Hooke è un'utile approssimazione del reale comportamento sono detti materiali elastico-lineari. Definisce perciò un solido elastico allo stesso modo in cui la legge di Pascal definisce un fluido ideale.

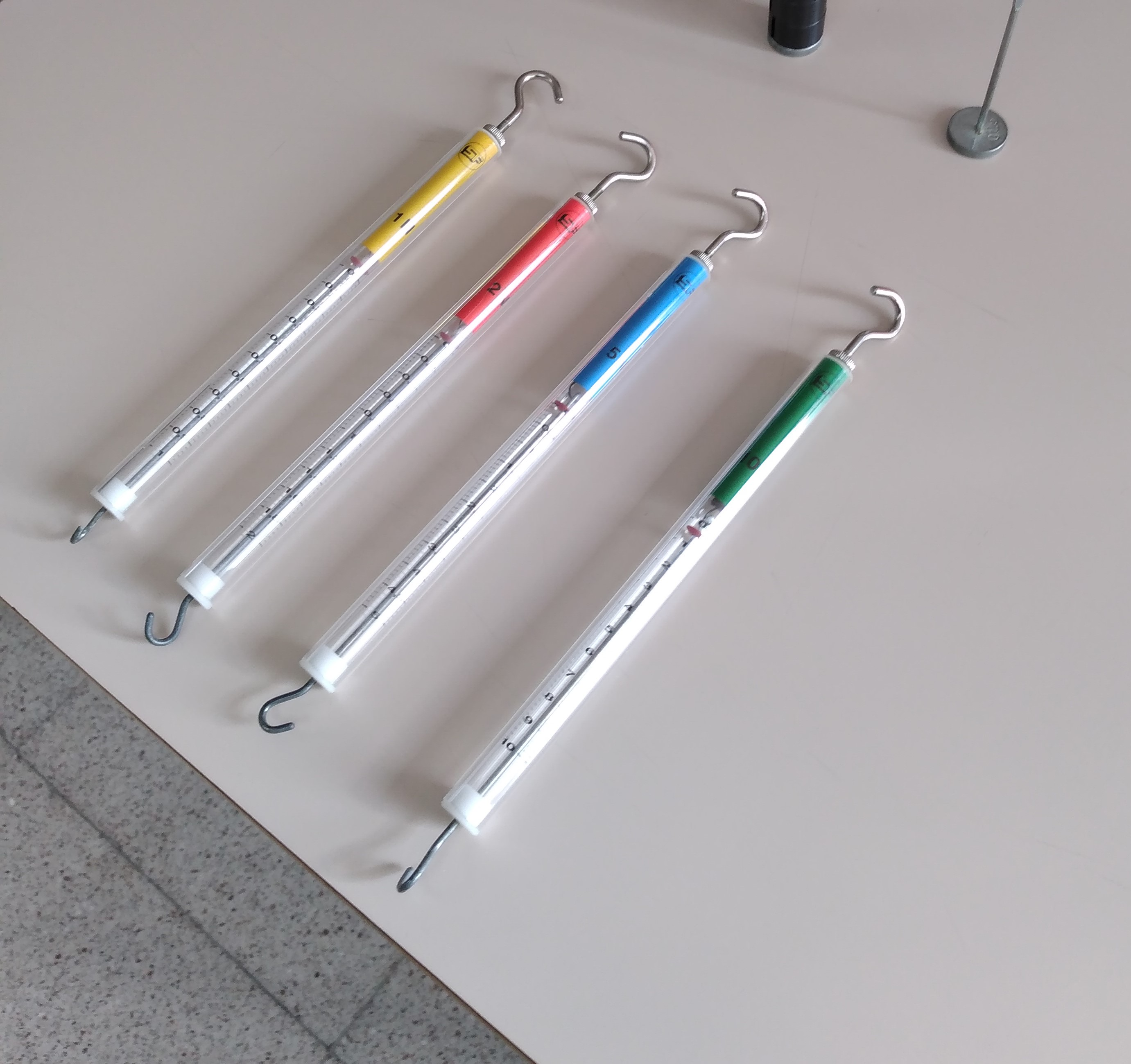
Dinamometri da laboratorio

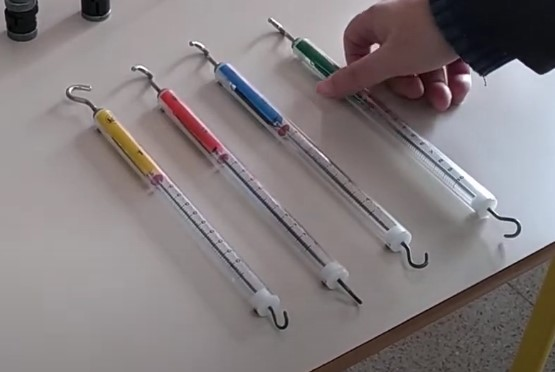
Dinamometri

La legge di Hooke è alla base del principio di funzionamento del dinamometro, strumento di misura delle forze.

## Storia
Robert Hooke cominciò il suo studio sull'elasticità partendo dalla caratterizzazione del comportamento della molla perfetta o ideale, cioè una molla priva di massa, di spessore trascurabile quando completamente compressa e in totale assenza di attrito e di altri fenomeni dissipativi; infatti, la molla ideale rappresenta il modello classico di elasticità lineare. La legge fu prima formulata nel 1675, nella forma dell'anagramma latino «ceiiinosssttuv», la cui soluzione fu pubblicata da Hooke nel 1678 come «Ut tensio, sic vis» («come l'estensione, così la forza»).

## Enunciato
A partire dall'enunciato fornito originariamente da Hooke, l'equazione che esprime la forza elastica esercitata da una molla sollecitata longitudinalmente, in trazione o in compressione, lungo un asse {\displaystyle {\hat {\mathbf {x} }}} è:
{\displaystyle \mathbf {F} =-k_{E}\cdot \Delta l\cdot {\hat {\mathbf {x} }}}
quindi la forza {\displaystyle \mathbf {F} } con cui la molla reagisce alla sollecitazione è direttamente proporzionale all'allungamento {\displaystyle \Delta l} della molla. La costante {\displaystyle k_{E}} rappresenta la costante elastica longitudinale della molla, espressa in {\textstyle [\mathrm {N\cdot m^{-1}} ]}.
In modo del tutto analogo, si ricava l'equazione che esprime il momento elastico, diretto lungo un asse {\displaystyle {\hat {\mathbf {z} }}} ortogonale al piano di torsione, esercitato da una molla torsionale sollecitata tangenzialmente:
{\displaystyle \mathbf {M} =-k_{\theta }\cdot \Delta \alpha \cdot {\hat {\mathbf {z} }}}
quindi il momento meccanico {\displaystyle \mathbf {M} } con cui la molla reagisce alla sollecitazione è direttamente proporzionale alla variazione dell'angolo {\displaystyle \Delta \alpha }. La costante {\displaystyle k_{\theta }} rappresenta la costante elastica tangenziale del corpo, espressa in {\displaystyle [\mathrm {N\cdot m} ]}.

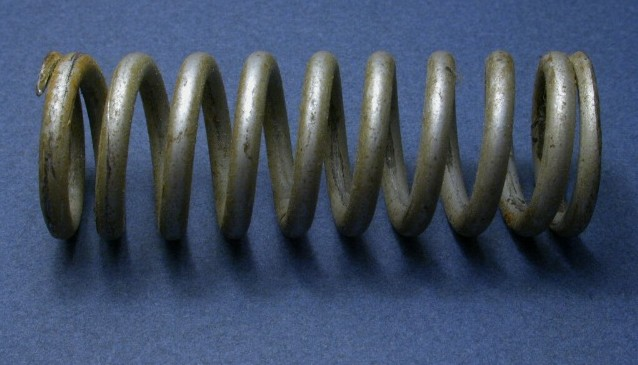
Molla

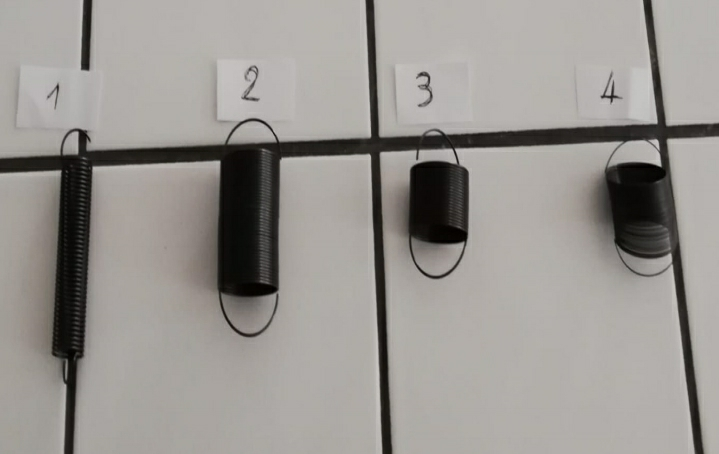
Molle da laboratorio. La legge di Hooke fornisce la descrizione del comportamento fisico di corpi elastici (come le molle)

Tuttavia, la formulazione odierna della legge di Hooke si serve di due grandezze vettoriali, la tensione {\displaystyle {\boldsymbol {\sigma }}} e la deformazione {\displaystyle {\boldsymbol {\varepsilon }}}, legate tra loro da una relazione tensoriale.
Nel caso monodimensionale la relazione longitudinale diventa:
{\displaystyle \sigma =E\cdot \varepsilon }
dove {\displaystyle \varepsilon ={\frac {l_{f}-l_{i}}{l_{i}}}} è il coefficiente di dilatazione lineare e {\displaystyle E} è il modulo di elasticità longitudinale di Young, mentre la relazione inversa è:
{\displaystyle \varepsilon =C\cdot \sigma }
dove l'inverso del modulo di Young è detto modulo di cedevolezza longitudinale {\displaystyle C=E^{-1}}.
Mentre il caso monodimensionale della relazione tangenziale diventa:
{\displaystyle \tau =G\cdot \gamma }
dove {\displaystyle \gamma =\alpha _{i}-\alpha _{f}=-\Delta \alpha } è il coefficiente di scorrimento angolare e {\displaystyle G} è il modulo di elasticità tangenziale.
Dalle relazioni precedenti si può dedurre che:
{\displaystyle k_{E}=E\cdot {\frac {S}{l_{i}}}}
e che:
{\displaystyle k_{\theta }=G\cdot S\cdot b}
dove:
- {\displaystyle S} è la sezione;
- {\displaystyle l_{i}} è la dimensione longitudinale;
- {\displaystyle b} è il braccio della forza che causa il momento.

## Dimostrazione
Dato un sistema di riferimento cartesiano centrato un punto {\displaystyle P_{0}} appartenente a un corpo deformabile, con {\displaystyle P\in I_{\delta }(P_{0})} e detto {\displaystyle \mathbf {r} ={\overrightarrow {P_{0}P}}}, si ha che la cinematica del punto {\displaystyle P} è data dall'equazione:
{\displaystyle s_{i}(P)=s_{i}(P_{0})+\mathbf {W} _{ij}\cdot r_{j}+\mathbf {E} _{ij}\cdot r_{j}}
mentre la trattazione statica di {\displaystyle P} la si ottiene attraverso il teorema di Cauchy-Poisson:
{\displaystyle t_{i}(P)_{\hat {\mathbf {n} }}=\mathbf {T} _{ij}\cdot n_{j}}
dove:
- {\displaystyle \mathbf {s} } è il vettore spostamento;
- {\displaystyle {\hat {\mathbf {n} }}} è la giacitura;
- {\displaystyle {\underline {\underline {\mathbf {E} }}}} e {\displaystyle {\underline {\underline {\mathbf {T} }}}} sono, rispettivamente i tensori delle deformazioni e delle tensioni, che risultano entrambi simmetrici; facendo uso della notazione di Voigt, a questi due tensori è possibile associare, rispettivamente, il vettore deformazione {\displaystyle {\boldsymbol {\varepsilon }}} e il vettore tensione {\displaystyle {\boldsymbol {\sigma }}}.

In campo elastico, deformando un volume infinitesimo unitario {\displaystyle dV_{1}}, portandolo da uno stato {\displaystyle A} a uno stato {\displaystyle B}, si applica un lavoro {\displaystyle {\mathcal {W}}_{AB}={\mathcal {W}}_{BA}}. Pertanto, il materiale rilascia tutta l'energia accumulata e ciò permette che si verifichi l'assenza di deformazioni residue.
Per i materiali iperelastici, l'energia di deformazione è definita come una funzione continua:
{\displaystyle \omega (\varepsilon _{ij})=\int _{0}^{\varepsilon _{ij}}\sigma _{ij}\,\mathrm {d} \varepsilon _{ij}}
quindi essa rappresenta il potenziale delle tensioni, mentre il potenziale delle deformazioni è rappresentato dall'energia complementare:
{\displaystyle \gamma (\sigma _{ij})=\int _{0}^{\sigma {ij}}\varepsilon _{ij}\,\mathrm {d} \sigma _{ij}}
Essendo entrambe dei potenziali, entrambe le funzioni devono rispettare le condizioni di Schwarz.
A partire da queste considerazioni energetiche è possibile ricavare la legge di Hooke in termini tensoriali:
{\displaystyle \sigma _{ij}=\mathbf {D} _{ijkl}\cdot \varepsilon _{kl}}
dove l'operatore lineare {\displaystyle \mathbf {D} _{ijkl}} è il tensore di elasticità, la legge inversa, invece, è definita come:
{\displaystyle \varepsilon _{ij}=\mathbf {A} _{ijkl}\cdot \sigma _{kl}}
dove l'operatore lineare {\displaystyle \mathbf {A} _{ijkl}} è il tensore di cedevolezza. Pertanto si ha che:
{\displaystyle {\begin{aligned}&\omega ={\frac {1}{2}}\mathbf {D} _{ijkl}\,\varepsilon _{ij}\,\varepsilon _{kl}\\[4pt]&\gamma ={\frac {1}{2}}\mathbf {A} _{ijkl}\,\sigma _{ij}\,\sigma _{kl}\\\end{aligned}}}
Nonostante siano state ricavate per materiali iperelastici, queste leggi sono valide per tutti i tipi di materiali elastici.
Sia {\displaystyle \mathbf {D} _{ijkl}} che  {\displaystyle \mathbf {A} _{ijkl}} sono tensori del quarto ordine, pertanto hanno ottantuno coefficienti scalari. 
In generale, entrambi i tensori hanno trentasei coefficienti indipendenti, che si riducono a ventuno nel caso di materiale iperelastico e a soli due nel caso il materiale sia anche omogeneo e isotropo; in quest'ultimo caso il legame costitutivo è dato dalla relazione: 
{\displaystyle {\boldsymbol {\sigma }}=\lambda \cdot {\text{tr}}({\boldsymbol {\varepsilon }})\cdot \mathbf {I} +2\cdot G\cdot {\boldsymbol {\varepsilon }}}
mentre, l'espressione inversa del legame costitutivo è la seguente:
{\displaystyle {\boldsymbol {\varepsilon }}={\frac {1}{2G}}{\boldsymbol {\sigma }}-{\frac {\lambda }{2G(3\lambda +2G)}}\operatorname {tr} ({\boldsymbol {\sigma }})\mathbf {I} }
dove:
- {\displaystyle \mathbf {I} } è la matrice identità;
- {\displaystyle \lambda } è la costante di Lamé;
- {\displaystyle G} è il modulo di elasticità tangenziale

{\displaystyle \lambda } e {\displaystyle G} si legano al modulo di Young {\displaystyle E} e al modulo di Poisson {\displaystyle \nu } attraverso le seguenti relazioni:
{\displaystyle G={\frac {E}{2(1+\nu )}}\qquad \lambda ={\frac {E\cdot \nu }{(1+\nu )(1-2\nu )}}}

## Determinazione sperimentale della costante elastica di una molla

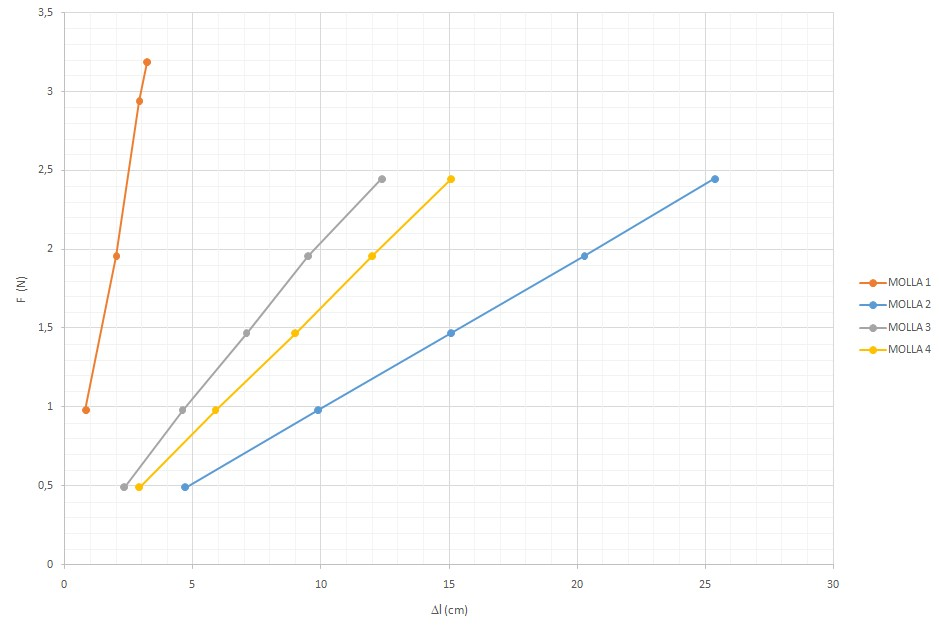
Tipico andamento del grafico legge di Hooke

La validità della legge di Hooke per una molla può essere verificata in laboratorio anche tramite semplici attrezzature. In genere, l'obiettivo dell'esperimento è la determinazione del valore della costante elastica longitudinale {\displaystyle k_{E}} di una molla. 
Per fare ciò occorre sottoporre la molla a carichi crescenti, misurando il relativo allungamento {\displaystyle \Delta l}, pari alla differenza tra la lunghezza della molla sottoposta al carico, crescente, e la lunghezza della molla a riposo, ovvero non sottoposta ad alcun carico verticale, a meno del peso della molla stessa.  
Il rapporto tra la forza {\displaystyle \mathbf {F} } applicata e l'allungamento {\displaystyle \Delta l} rappresenta esattamente il valore della costante elastica {\displaystyle k_{E}} di quella data molla. A questo punto occorre applicare forze verticali crescenti alla molla che, seguendo la legge di Hooke, produrrà allungamenti {\displaystyle \Delta l} direttamente proporzionali alle forze {\displaystyle \mathbf {F} } applicate. I singoli valori di costante elastica {\displaystyle k_{E}} così determinati, se l'esperimento è svolto correttamente, risulteranno costanti, a meno di eventuali errori di misura da determinarsi con la teoria degli errori. 
Nel caso in cui {\displaystyle n} molle fossero poste in serie, si può dimostrare e verificare sperimentalmente che, in analogia con quanto avviene in campo elettrico con le resistenze elettriche poste in parallelo, il valore della costante elastica equivalente totale {\displaystyle Keq} sarà in relazione con le costanti elastiche delle singole molle {\displaystyle k_{i}} poste in serie secondo la seguente relazione: 
{\displaystyle {\frac {1}{k_{\text{eq}}}}=\sum _{i=1}^{n}{\frac {1}{k_{i}}}}
Per esempio, nel caso di due molle poste in serie il valore della costante elastica equivalente totale {\displaystyle Keq} sarà in relazione con le costanti elastiche delle due molle secondo la seguente relazione:
{\displaystyle {\frac {1}{k_{\text{eq}}}}={\frac {1}{k_{\text{1}}}}+{\frac {1}{k_{\text{2}}}}}